# ألكس بيرميغو
ألكس بيرميغو (بالإسبانية: Alejandro Bermejo Escribano) هو لاعب كرة قدم إسباني، ولد في 11 ديسمبر 1998 في برشلونة في إسبانيا. لعب مع إسبانيول ب.

## روابط خارجية
- ألكس بيرميغو على موقع قاعدة بيانات كرة القدم.إي يو (الإنجليزية)
- ألكس بيرميغو على موقع Soccerway.com (الإنجليزية)